# Eugenia inirebensis
Eugenia inirebensis är en myrtenväxtart som beskrevs av P.E.Sánchez. Eugenia inirebensis ingår i släktet Eugenia och familjen myrtenväxter. Inga underarter finns listade i Catalogue of Life.